# Acton, Canberra
Acton är en del av en befolkad plats i Australien. Den ligger i territoriet Australian Capital Territory, i den sydöstra delen av landet, i huvudstaden Canberra.
Runt Acton är det tätbefolkat, med 356 invånare per kvadratkilometer..